# South Park: Snow Day!
South Park: Snow Day! (с англ. — «Южный Парк: День снега!») — компьютерная игра в жанре action-adventure, разработанная студией Question LLC и выпущенная компанией THQ Nordic в сотрудничестве с South Park Digital Studios. Проект основан на мультсериале «Южный Парк» и является продолжением игр South Park: The Stick of Truth и South Park: The Fractured but Whole. Игра вышла 26 марта 2024 года и получила смешанные отзывы от критиков.

## Игровой процесс
В центре сюжета главные герои мультсериала — Эрик Картман, Стэн Марш, Кайл Брофловски и Кенни Маккормик, участвующие в различных боях и выполняющие задания. Игрок управляет персонажем по прозвищу «Новичок» (англ. The New Kid), которого он сам создаёт (по аналогии с играми The Stick of Truth и The Fractured but Whole).
В интервью с одним из создателей «Южного Парка» и руководителем проекта Мэттом Стоуном авторы издания IGN сравнили игровой процесс с играми в жанре roguelike. Стоун отметил, что разработчики отошли от жанра RPG, в котором были созданы две предыдущие игры серии. «Мы всегда думали, что хотим сделать что-то вроде того, что мы делаем в сериале, а потом это появляется в игре через две недели, или три недели, или что там ещё», — сказал он. Также, по словам Стоуна, переход от двухмерной к трехмерной графике упростил разработчикам создание внутриигрового мира; по его словам, создавать игры в двумерном формате «очень, очень сложно, когда вы думаете о том, с чем вам приходится работать».

## Сюжет
Эрик Картман возвращается домой во время сильной метели, надеясь, что на следующий день из-за неё отменят занятия в школе. Его мать Лиэн с ужасом наблюдает за последствиями метели в новостях. Вечером Эрик молится Богу, чтобы тот устроил день снега, и на следующий день в новостях сообщают, что в течение дня все школы в округе Парк будут закрыты. Эрик выходит на улицу и зовёт играть всех своих друзей, в том числе Новичка. Дети наряжаются в фэнтезийные костюмы, и Картман сообщает Новичку, что Клайд Донован разузнал о планах эльфов под предводительством Кайла Брофловски атаковать Крепость Купа. После победы над Кайлом в битве Картман спрашивает его, зачем тот спланировал атаку. Кайл отрицает, что он планировал нападение, и заявляет, что собирался поговорить со Стэном Маршем — по мнению Кайла, именно Стэн ответственен за метель.
Картман посылает Новичка на территорию Стэна, но тот побеждает Новичка в битве, вооружившись мощным топором, добытым им в одном из квестов. По этой причине Картман даёт Новичку задание раздобыть такое же мощное оружие, как у Стэна. После битвы с Кенни Маккормиком Новичок встречает Джимбо Керна и Неда Герблански, которые отбиваются от горожан, страдающих от нехватки еды и туалетной бумаги. Джимбо соглашается помочь Новичку, если тот отыщет несколько предметов, необходимых горожанам. Со временем Новичок становится достаточно сильным, чтобы сразиться со Стэном и победить его. Уже в Крепости Купа Стэн рассказывает, что Мистер Хэнки дал ему право пользоваться тёмной материей. Мистер Хэнки хочет отомстить горожанам за своё изгнание из-за своих твитов.
Картман, узнав, что метель скоро закончится и, как следствие, детям придётся вернуться в школу, предаёт Новичка и промывает горожанам мозги с помощью горячего шоколада с тёмной материей. После поражения от рук Новичка Картман соглашается противостоять Мистеру Хэнки и вместе с друзьями отправляется в больницу «Путёвка в ад», которую Мистер Хэнки превратил в свою крепость. Мистер Хэнки превращается в гигантского червя и сражается с ребятами, однако те побеждают его с помощью рулонов туалетной бумаги, после чего метель заканчивается. Картман задумывается о том, что ему снова придётся идти в школу, после чего появляется Иисус; он разочарован в ребятах из-за того, что они не простили Мистера Хэнки за его твиты. Мальчики идут в туалет и просят у Мистера Хэнки прощения за предательство, и он их прощает. Картман и Стэн просят Мистера Хэнки сделать так, чтобы выпало больше снега, и он соглашается, вызывая ещё одну метель.

## Создание и выход
В 2021 году Мэтт Стоун и Трей Паркер подписали договор с компанией ViacomCBS, согласно которому они параллельно с мультсериалом будут разрабатывать игру в трехмерном формате, и которой займётся компания South Park Digital Studios. В августе 2022 года THQ Nordic показала небольшой тизер, в котором прозвучала реплика Рэнди Марша «Hot! Hot-hot-hot!» из серии «Больше дерьма» (2007). В августе 2023 года состоялся официальный анонс игры. Игра вышла 26 марта 2024 года.

## Восприятие
| Сводный рейтинг       | Сводный рейтинг          |
| Агрегатор             | Оценка                   |
| --------------------- | ------------------------ |
| Metacritic            | (PC) 61/100 (PS5) 63/100 |
| Иноязычные издания    |                          |
| Издание               | Оценка                   |
| Digital Trends        | [ 15 ]                   |
| IGN                   | 3/10                     |
| PCGamesN              | 6/10                     |
| Push Square           | [ 18 ]                   |
| Shacknews             | 8/10                     |
| The Guardian          | [ 20 ]                   |
| VideoGamer            | 5/10                     |
| Video Games Chronicle | [ 22 ]                   |
| Русскоязычные издания |                          |
| Издание               | Оценка                   |
| StopGame.ru           | Мусор                    |

По данным сайта Metacritic, South Park: Snow Day! получила «смешанные или средние» отзывы от критиков.